# Agriocnemis palaeforma
Agriocnemis palaeforma är en trollsländeart som beskrevs av Elliot C.G. Pinhey 1959. Agriocnemis palaeforma ingår i släktet Agriocnemis och familjen dammflicksländor. IUCN kategoriserar arten globalt som nära hotad. Inga underarter finns listade i Catalogue of Life.